# Ricardo Filipe da Silva Braga
Ricardo Filipe da Silva Braga, född 3 september 1986, är en portugisisk futsalspelare. Han brukar bara kallas Ricardinho. Ricardinho spelar för närvarande i Benfica, på lån från Nagoya Oceans.

## Karriär
Ricardinho inledde sin karriär i Gramidense. Sedan gick han vidare till Miramar där han spelade i två år. Han flyttade sedan till Lissabon och storklubben SL Benfica. Han spelade i Benfica i 7 år.